# Valdevarnés
Valdevarnés es una localidad española del municipio de Campo de San Pedro, perteneciente a la provincia de Segovia, en la comunidad autónoma de Castilla y León.

## Geografía

Vista panorámica

La localidad está ubicada en el nordeste de la provincia, a unos 5 km de Campo de San Pedro, capital municipal.

## Historia
Hacia mediados del siglo XIX, el lugar, por entonces con ayuntamiento propio, tenía contabilizada una población de 99 habitantes. La localidad aparece descrita en el decimoquinto volumen del Diccionario geográfico-estadístico-histórico de España y sus posesiones de Ultramar de Pascual Madoz de la siguiente manera:

VALDEVARNÉS: l. con ayunt. de la prov. y dióc. de Segovia (14 leg.), part. jud. de Riaza (4), aud. terr, de Madrid (24). c. g. de Castilla la Nueva. sit. en terreno llano, rodeado de colinas por N., S. y O.; le combaten con mas frecuencia los vientos E. y N.; el clima es en algun tanto frio, y sus enfermedades mas comunes calenturas é hidropesias. Tiene 46 casas de mediana construccion; una plaza; casa de ayunt.; escuela de primeras letras comun á ambos sexos, dotada con 12 fan. de trigo, y una igl. parr. (San Cristóbal mártir) con curato de 2.° ascenso y de provision ordinaria; hay una ermita que sirve de capilla para el campo santo, y una fuente de que se sirven los vec. Confina el térm.: N. y E. Fuentemizarra; S. Moral, y O. Maderuelo: comprende un monte de encina llamado Carrascosa, y algun viñedo. El terreno es de regular calidad. caminos: los locales, en mediano estado. El correo se recibe en Aranda de Duero por los que van al mercado. prod.: trigo, cebada, centeno, avena, yerba y algo de vino; mantiene ganado lanar, y el indispensable para la labor, y cria abundante caza de perdices y conejos. ind.: la agrícola. El comercio está reducido á la esportacion de lo sobrante para los mercados de los pueblos inmediatos, é importacion de los artículos de que se carece. pobl.: 31 vec., 99 alm. cap. imp.: 18,503 rs. contr.: 20,72 por 100.
(Madoz, 1849, p. 297)

El municipio de Valdevarnés desapareció el 12 de septiembre de 1970, al ser incorporado junto con el de Fuentemizarra al término municipal de Campo de San Pedro.

## Demografía
| Gráfica de evolución demográfica de Valdevarnés entre 1842 y 1960 |
| |
| Población de derecho según los censos de población del INE Población de hecho según los censos de población del INEEn este censo se denominaba Valdebarnés: 1842 Entre el censo de 1970 y el anterior, este municipio desaparece porque se integra en el municipio 40039 (Campo de San Pedro) |

Tiene no más de 20 habitantes.
| 47            | 41 | 46 | 48 | 46 | 39 | 31 | 28 | 26 | 24 | 18 | 12 | 12 |
| (Fuente: INE) |    |    |    |    |    |    |    |    |    |    |    |    |

## Patrimonio

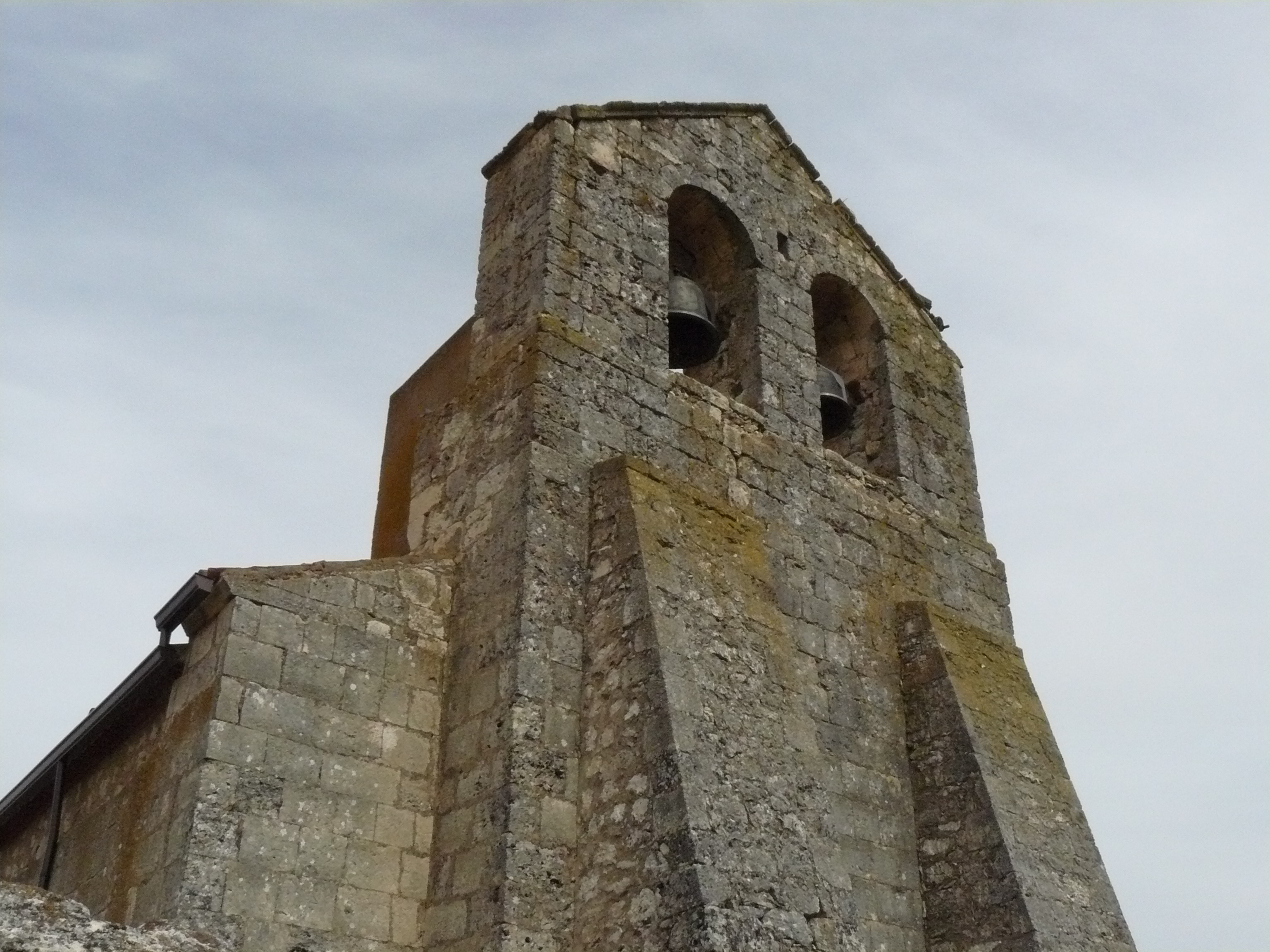
Espadaña de la iglesia

En la localidad hay una iglesia parroquial de bajo la advocación de San Cristóbal, templo románico de una sola nave, también de esta época conserva el pórtico, con los arcos cegados. Son muy interesantes las pinturas clasicistas (siglo XVI) de Gabriel de Sosa.
En la ladera orientada a la solana se hallan las casas de piedra y en la falda norte y oeste del cerro hay numerosas bodegas atestiguando que Valdevarnés fue pueblo de vino.